# Charlotte (tårta)

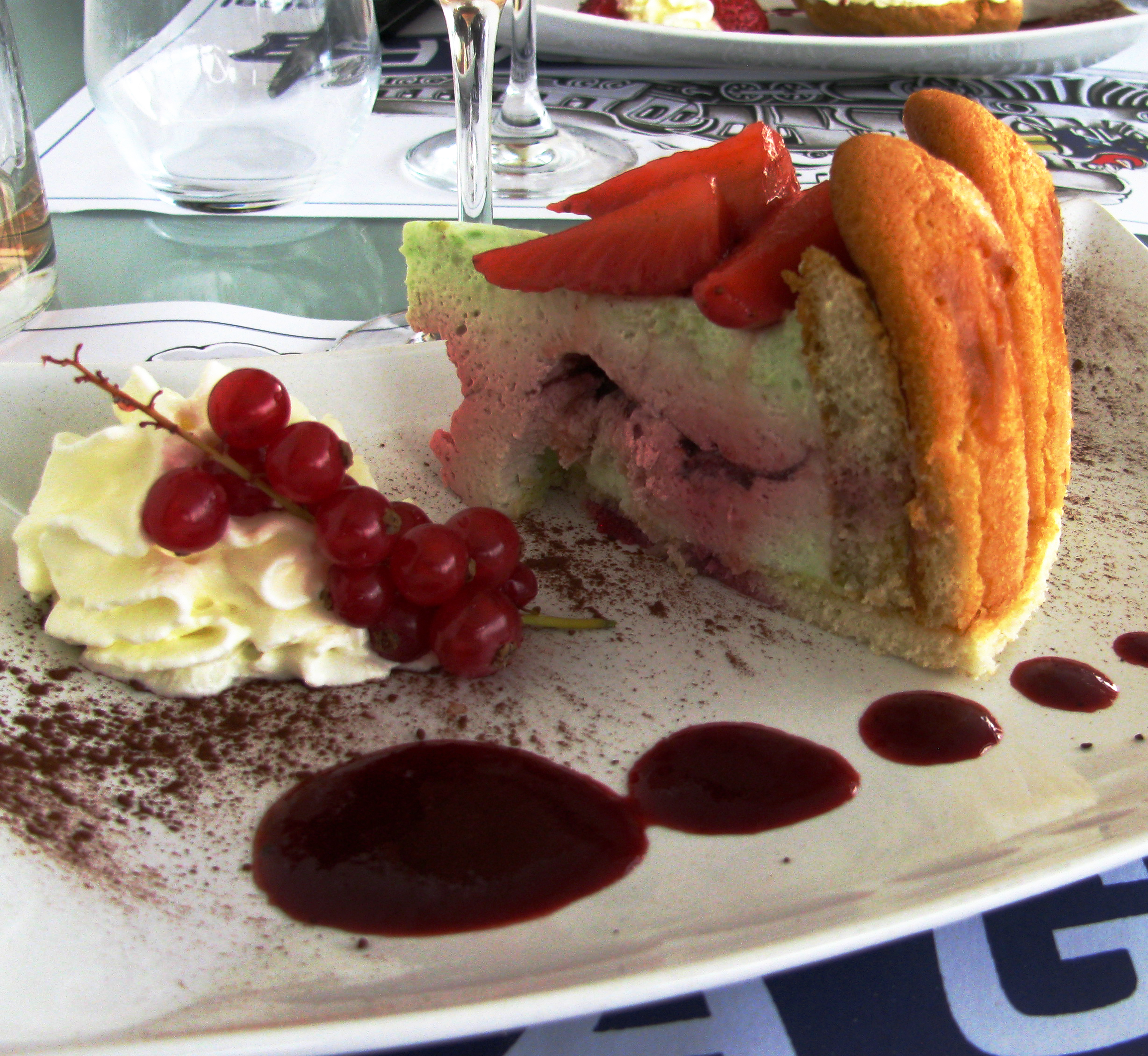
Charlotte

Charlotte är en tårta eller dessert av franskt ursprung. Den finns i flera olika varianter och består av fruktpuré eller kräm täckt med någon form av sockerkaka som till exempel savoiardikex eller tårtbotten.
 I Sverige är den mest känd under namnet Charlotte russe.
Tårtan skapas genom att en kakform eller skål fodras med savoiardikex eller med skivor av rulltårta eller sockerkaka och därefter fylls med fruktpuré eller kräm blandad med gelatin, alternativt mousse. Ibland blandas även frukt, bär eller nötter i fyllningen. Tårtan kyls därefter ner eller gräddas. Från början användes torrt bröd som foder i formen.
Det finns många varianter på Charlotte som görs på frukt eller kräm eller en kombination av dem. I fruktcharlotter ingår fruktpuré som ibland kombineras med vanilj- eller gräddfyllning. I krämcharlotter används vaniljkräm, bavarois eller mousse. Chokladcharlotte görs vanligtvis med chokladmoussefyllning.

## Charlotte russe
Charlotte russe, även kallad Charlotte à la russe eller Charlotte à la parisienne, är en kyld tårta som skapades av kocken Marie Antoine Carême i början av 1800-talet. Den består av bavaroisfyllning i en kakform fodrad med savoiardikex. I Sverige används istället vanligtvis skivor av rulltårta för att fodra ett skål. När man använder skivor av rulltårta istället för savoiardikex kallas tårtan Charlotte royale i Frankrike.